# Bombardování

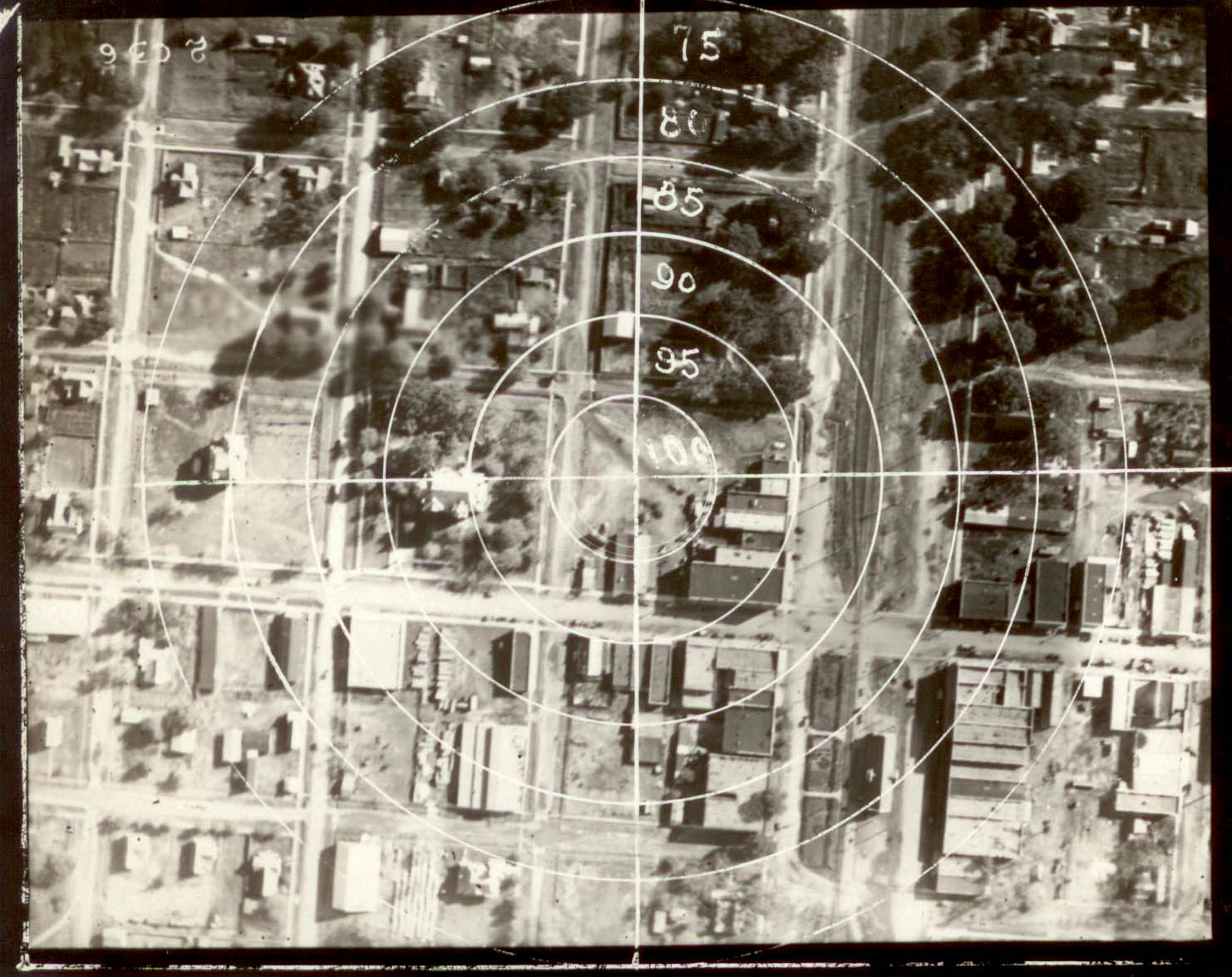
Pohled ze zaměřovače pro letecké bombardování

Bombardování je likvidace staveb, zařízení nebo území pomocí vrhání či shazování projektilů nebo bomb. Až do počátku 20. století se jednalo převážně o bombardování dělostřelecké, ve 20. století umožnil vývoj letadel bombardování letecké – nálety.
Od první světové války se rozsáhlé bombardování stalo součástí vojenské strategie i taktiky. Docházelo k bombardování měst, tedy útokům na zázemí nepřítele a civilisty. Oběti bombardování Paříže (za použití dalekonosných děl, vzducholodí a prvních bombardérů) za 1. světové války se počítaly na stovky. Obětí německého bombardování průmyslových čtvrtí Londýna bylo přibližně 1 500. 
Velkým nácvikem na druhou světovou válku a s ní související taktiky bombardování byla španělská občanská válka a zejména bombardování Madridu (15 000 obětí). Velký symbolický význam mělo bombardování Guerniky, na které reagoval Pablo Picasso svým slavným obrazem Guernica. Bombardování má působit také psychické škody. Proto se v rámci německé operace „Baedecker“ bombardovaly turisticky vyhledávané památky. Postupně se vyvíjely i techniky bombardování (vyvíjel se postup: nejprve se spustí silné pumy na rozmetání budov, pak zápalné pumy a konečně i třaskavé a nevybuchující pumy). Města se tak mění v suť za účelem zlomení psychiky místních obyvatel.
Velký význam mělo bombombardování za druhé světové války, kdy se často uplatňovalo plošné neboli kobercové bombardování. K nejvýznamnějším patřilo bombardování Londýna a dalších anglických měst německou Luftwaffe po prohrané bitvě o Británii, které mělo podlomit industriální moc a morálku Británie. Později docházelo k masivnímu bombardování německých měst spojeneckými nálety, k nejzávažnějším patřilo bombardování Hamburku a Drážďan, které se stalo jedním ze symbolů válečné zkázy. Bombardování Tokia v březnu 1945 si vyžádalo životy okolo 100 000 civilistů a přes milion lidí zůstalo bez domova, je považováno za nejničivější nálet v lidské historii. Největší rozsah a kontroverzi vyvolalo atomové bombardování Hirošimy a Nagasaki, zničení japonských měst, které přispělo k ukončení války. V českých zemích to bylo spojenecké bombardování průmyslových objektů, zejména v Plzni, bombardování Prahy 14. února 1945 či bombardování Brna.